# Grevskabet Muckadell
Grevskabet Muckadell var et dansk grevskab oprettet 26. november 1784 for Albrecht Christopher Schaffalitzky de Muckadell af hovedgårdene Arreskov, Brobygård, Gelskov og (som en senere udstykket del af Bobygård:) Ølstedgård. Grevskabet blev opløst ved lensafløsningen i 1925.

## Besiddere af lenet
- (1784-1797) Albrecht Christopher lensgreve Schaffalitzky de Muckadell
- (1797-1823) Erik Skeel lensgreve Schaffalitzky de Muckadell
- (1823-1858) Albrecht Christopher lensgreve Schaffalitzky de Muckadell
- (1858-1905) Erik Engelke lensgreve Schaffalitzky de Muckadell
- (1905-1925) Albrecht Christopher Carl Ludvig lensgreve Schaffalitzky de Munkadell (død 1939)